# Leptodermis hirsutiflora
Leptodermis hirsutiflora är en måreväxtart som beskrevs av Hsien Shui Lo. Leptodermis hirsutiflora ingår i släktet Leptodermis och familjen måreväxter.
Artens utbredningsområde är Tibet.

## Underarter
Arten delas in i följande underarter:
- L. h. ciliata
- L. h. hirsutiflora